# Центр прогнозування космічної погоди
Центр прогнозування космічної погоди (англ. Space Weather Prediction Center, SWPC) — лабораторія та сервісний центр Національної метеорологічної служби США, що входить до складу Національного управління океанічних і атмосферних досліджень, розташований у Боулдері, штат Колорадо. Центр постійно контролює та прогнозує стан космічного навколоземного середовища, надаючи інформацію про сонячно-земні зв'язки й видаючи офіційні оповіщення та попередження про космічну погоду для США. До 2007 року називався Центром космічного середовища (англ. Space Environment Center, SEC).

## Опис
Центр прогнозування космічної погоди є одним із дев'яти Національних центрів прогнозування навколишнього середовища й забезпечує моніторинг і прогнозування сонячних і геофізичних подій у режимі реального часу, проводить дослідження в галузі геліофізики, сонячно-земних зв'язків та розробляє методи прогнозування сонячних і геофізичних збурень, видає попередження про збурення, які можуть вплинути на людей та обладнання, що працюють у космічному просторі.
Послуги Центру прогнозування космічної погоди використовують багато інших агентств та галузей:
- Інфраструктура енергомережі США
- Комерційна авіаційна галузь
- Міністерство транспорту (використання GPS)
- Діяльність НАСА з пілотованими космічними польотами
- Запуск та експлуатація космічних супутників
- Оперативна підтримка Космічних сил США
- Геофізичне картографування
- Комерційні та державні користувачі (понад півмільйона переглядів вебсайтів Центру прогнозування космічної погоди на день)

Федеральне авіаційне управління США вимагає від диспетчерів враховувати погіршення короткохвильового зв'язку для кожного відправленого полярного рейсу, й іноді рейси перенаправляють іншими маршрутами.
Центр не видає прогнози густини атмосфери для комерційних космічних запусків. Втрата 38 супутників Starlink у лютому 2022 року спонукала вчених закликати центр зняти це обмеження.